# 斯巴伦门

斯巴伦门

斯巴伦门（德语 Spalentor) 是瑞士巴塞尔古代城墙上的一个城门，也是保存下来的三个城门之一。它被认为是瑞士最美的门之一。该门是巴塞尔的地标，被列为瑞士国家遗产。